# Een kerstboom staat overal
Een kerstboom staat overal is een hoorspel van Reszö Szirmai. Jedermanns Weihnachtsbaum werd op 17 december 1961 door de Rundfunk der DDR uitgezonden. Willy Wielek-Berg vertaalde het en de VARA zond het uit op zaterdag 23 december 1967. De regisseur was S. de Vries jr. Het hoorspel duurde 38 minuten.

## Rolbezetting
- Pieter Lutz (de aangeklaagde Csobolya)
- Nel Snel (zijn moeder)
- Wiesje Bouwmeester (mevrouw von Hernady)
- Dogi Rugani (de conciërge)
- Wam Heskes (de rechter)
- Rudi West (de verdediger)
- Tonny Foletta (de officier van justitie)
- Elisabeth Versluys (Emma, het meisje van Csobolya)
- Willy Ruys (de winkelier)
- Huib Orizand (de directeur van de kinderbescherming)

## Inhoud
Csobolya moet zich voor het gerecht verantwoorden voor de diefstal van een dure ring. Tijdens de rechtszaak vertelt hij de onwaarschijnlijkste verhalen over wat hij heeft gedaan met de opbrengst van de verkoop van de ring. De gerecht gelooft echter geen van deze verhalen. Ten slotte krijgt het proces een onverwachte wending. De benadeelde vindt de zogenaamd gestolen ring terug. Csobolya heeft de diefstal louter op zich genomen om het kerstfeest in de gevangenis te kunnen doorbrengen…